# Saul A. Fox National Coin Center
Das Nationale Saul-A.-Fox-Zentrum für Münzen (hebräisch הַמֶּרְכָּז הַלְּאֻמִי לְמַטְבְּעוֹת ע"ש שָׁאוּל א. פוֹקְס ha-Merkaz ha-Ləʾummī lə-Maṭbəʿōt ʿa[l ]Sch[em] Schaʾūl A. Fox, deutsch ‚das Nationale Zentrum für Münzen auf Namen Saul A. Fox‘; englisch Saul A. Fox National Coin Center) ist ein israelisches Forschungszentrum für Numismatik mit angeschlossenem Museum, das sich seit 2012 im Schottenstein National Campus for the Archaeology of Israel (הַקִּרְיָה הַלְּאֻמִּית לָאַרְכֵיְאוֹלוֹגְיָה שֶל אֶרֶץ יִשְׂרָאֵל ha-Qirjah ha-Ləʾummīt la-Archejʾōlōgjah schel Erez Jisraʾel) in Jerusalem befindet und durch die israelische Altertümerbehörde verwaltet wird.

## Sammlung
Die Sammlung besteht aus mehr als 120.000 Münzen aus einem Zeitraum von rund 2.300 Jahren. Die Sammlung reicht von der Erfindung der Münzprägung im 7. Jahrhundert vor Christus bis ins 17. Jahrhundert. Der Großteil der Münzen sind Einzelfunde aus großen und kleinen archäologischen Ausgrabungen. Darüber hinaus umfasst die Sammlung mehr als 150 Gold-, Silber- und Bronze-Münzen, beginnend in der Perserzeit bis zur osmanischen Zeit. Die außergewöhnliche Bedeutung der Sammlung liegt in der Tatsache, dass die Herkunft von fast allen Münzen festgestellt worden ist. Folglich stellt sie eine der größten wissenschaftlichen numismatischen Datenbanken ihrer Art in der Welt dar.
Der Kern der Sammlung wird ergänzt durch rund 10.000 Münzen, die von Numismatikern aus Ankäufen zwischen 1925 und 1948 zusammengetragen wurden.

## Tätigkeiten
Die Mitarbeiter des Coin Center führen eine breite Palette von Aufgaben durch, die sowohl wissenschaftliche als auch kuratorische Aspekte umfassen. Die Mitglieder sind spezialisiert auf die Identifizierung, Registrierung und wissenschaftliche Veröffentlichung von Münzen, die bei Ausgrabungen gefunden wurden. Weitere Aufgaben umfassen wissenschaftliche Vorträge und Beratung für Forscher und Archäologen im In- und Ausland sowie die Vorbereitung von Unterrichtsmaterialien.

## Öffentlichkeitsarbeit
Das Saul-Fox-Center im National Campus bietet der Öffentlichkeit die besondere Gelegenheit, nicht nur das Museum zu besuchen, sondern darüber hinaus die Arbeiten der Restauratoren zur Erhaltung und Wiederherstellung der Münzen in ihren Laboratorien zu beobachten.